# Ritz Development Company
Empresa hotelera fundada por el suizo César Ritz a finales del siglo XIX y que supuso el nacimiento de la hostelería clásica. Formó una cadena de hoteles por todo el mundo -de los que el primero fue el establecimiento de la Plaza de Vendôme, en París, en 1889-, basados en premisas de lujo, calidad, atención personalizada de los huéspedes, jerarquización del personal de servicio y fomento de la gastronomía. Fue dirigida por su fundador hasta 1902, quien fue sucedido por su esposa. Al cabo de los años, la cadena hotelera fue disolviéndose y, en la actualidad, la marca Ritz que aparece en numerosos establecimientos por todo el mundo es compartida por diversas empresas, entre las que destaca su principal heredera, el grupo Ritz-Carlton.

## Hoteles Ritz en el Mundo
- Hotel Ritz de París.
- Grand Hotel Ritz de Roma.
- Ritz Hotel de Londres.
- Hotel Ritz de Madrid.
- Hotel Ritz-Carlton de Boston.
- Hotel Ritz de Lisboa.
- Hotel Ritz de Johannesburgo.
- Hotel Ritz de El Cairo.
- Hotel Ritz-Carlton de Berlín.
- Hotel Ritz-Carlton de Nueva York.
- Hotel Ritz-Carlton Cancún.
- Hotel Ritz-Carlton de Santiago de Chile.
- Hotel Ritz-Carlton San Juan de Puerto Rico.
- Hotel Ritz-Carlton Montreal.
- Hotel Ritz-Carlton Moscú.

- Datos: Q9069479